# Ali Reza Khan Qadjar
Ali Reza Khan Qadjar Adud al-Mulk (1847-1910) fou regent de Pèrsia (1909-1910). Era fill de Musa Khan, net de Sulayman Khan Qadjar Itizad al-Sawla, i cosí de Mahd-e Olya la mare de Nasir al-Din Shah.
Fou patge a la cort al començament del regnat de Nasir al-Din Shah. Va transmetre informació sobre els afers de l'harem al ministre en cap (ṣadr-e aẓam), Mirza Aga Khan Nurí, i quan es va saber fou expulsat de la feina però per la intervenció de la seva cosina la reina mare fou restablert més tard i fins i tot elevat a patge en cap (ghulam-bashi).
El xa el va agafar al seu servei i Ali Reza feia massatges al sobirà i com que era expert passaven molt de temps junts i es van fer amics. El 1866 va decidir enviar lingots d'or a la tomba d'Imam Hasan al-Askari a Samarra i li fou encarregada la tasca. A la tornada (1868) fou honorat amb el títol de adud al-Mulk (Columna de l'estat). El 1871 fou nomenat controlador (nazim) de la casa reial i governador de Mazanderan i a l'any següent guardià del segell reial; el 1873 fou nomenat ilkhani de la tribu qajar; el 1882 era superintendent càrrec en què fou substituït l'estiu del 1885 per Mahdi Kuli Khan Madj al-Dawla però va conservar els altres dos oficis: el de guardià del segell reial i el de governador de Mazanderan.
Va acompanyar al xa a la seva visita als llocs sagrats a l'Iraq i a Europa. El 4 de maig de 1887 fou nomenat ministre de justícia deixant el govern de Mazanderan. El 1888 encara exercia tres oficis: guardià del segell, ilkhani dels qajar i ministre; tot això li va permetre amassar una gran fortuna.
Va fer de mediador entre el xa i els ulemes durant les protestes contra la concessió del tabac (1891-1892). Durant la revolució constitucional va fer de mediador entre el xa i els constitucionalistes moderats. Després de la deposició de Muhammad Ali Shah el 16 de juliol de 1909 i sent menor Ahmad Xah Qajar, es va haver de nomenar un regent i fou designat Ali Reza en la seva condició de cap dels qajars i el dignatari més veterà en bones relacions amb totes les parts. Va servir com a regent un any i tres mesos fins que va morir als 64 anys el 23 de setembre de 1910.